# Кандавъл
Кандавъл I (на старогръцки: Κανδαύλης, Μυρσίλος, Σαδυατης, Kandaules, Sadyattes I, Saduatês, Myrsilus) е цар на Лидия през 733 пр.н.е. – 716 пр.н.е., или 728 пр.н.е. – 711 пр.н.е. и последният цар от династията Хераклиди. Кандавъл е син на цар Мелес.
От името на цар Кандавъл произлиза думата кандаулезизъм – форма на полова перверзия или фантазия.

## Легенда за смъртта на Кандавъл
Кандавъл е убит от Гиг (Гигес), основателят на династия Мермнади, който узурпира престола на Лидия и се жени за неговата вдовица. Според Херодот Кандавъл толкова се гордее с красотата на жена си - която се казва Нисия (по други версии - за Лудо) - че я показва гола на своя приближен Гигес. Уязвена, царицата подтиква фаворита към убийството на мъжа й и заемането на мястото му (алтернативата, която му дава е да се самоубие). Гигес убива Кандавъл с помощта на пръстен, който го прави невидим.